# Berberis lilloana
Berberis lilloana är en berberisväxtart som beskrevs av Job. Berberis lilloana ingår i släktet berberisar, och familjen berberisväxter. Inga underarter finns listade i Catalogue of Life.